# Pronolagus radensis
La liebre roja de Jameson (Pronolagus radensis) es una especie de mamífero lagomorfo de la familia Leporidae. Se consideró hasta principios de los años 90 como una subespecie de Pronolagus crassicaudatus. Actualmente nadie parece poner en duda la existencia de estas dos especies, fruto de una especiación alopátrica, aunque las distintas poblaciones de Pronolagus radensis, así como sus subespecies, continúan generando gran controversia.

## Distribución
Su distribución se limita al sur de África, en dos zonas separadas: la zona del este se extiende desde Zambia y Zimbabue hasta el oeste de Mozambique; la zona más oriental cubre desde el suroeste de Angola hasta el centro de Namibia.
Como el resto de especies de su género, la liebre de Jameson vive en zonas rocosas. Se localiza en las laderas de las regiones montañosas del sur del continente africano. También se localizan en las inmediaciones de dichas zonas donde se refugian entre la maleza.

## Descripción física
Esta especie tiene una piel fina y sedosa, de un tono más pardo en la mitad superior del animal que en la inferior. Tiene una característica barbilla blanquecina. El cuello, la mandíbula inferior y las mejillas son de color gris con tonalidad clara. Las orejas son largas y escasamente pobladas, en ocasiones con alguna mancha negra. La cola es de color marrón con rayas negras. Pueden alcanzar hasta los 2,5 kg en condiciones normales.

## Reproducción
Poco se sabe acerca de la reproducción de esta especie aunque se presupone que ocurre durante todo el año. La hembra en celo es seguida por varios machos para realizar el cortejo. La madre da a luz de 1 a 3 crías precociales, es decir, que no dependen completamente de la madre al nacer como los conejos, sino que poseen cierta movilidad y desarrollo de los sentidos.

## Comportamiento
De costumbres nocturnas, la liebre de Jameson descansa durante el día para salir a por alimento al caer la noche. Se alimenta principalmente de hierbas, hojas y frutos. Salvo cuando están la madre con sus crías, el resto del tiempo son animales solitarios.
- Datos: Q543227
- Multimedia: Pronolagus randensis / Q543227
- Especies: Pronolagus randensis